# نادي العيون
نادي العيون هو أحد أندية كرة القدم الدرجة الثالثة في المملكة العربية السعودية والذي اتخذ من المدينة اسم له، وهو النادي الوحيد لمدينة العيون بالمنطقة الشرقية، تأسس النادي عام 1976.

## الجهاز الفني
| المدير الفني | ياسر عبدالعليم |